# ذنب العقرب الشائك
ذنب العقرب الشائك أو نبات اليُسرُوع (الاسم العلمي: Scorpiurus muricatus)، هو نبات بقولي حولي موطنه جنوب أوروبا وسوريا الكبرى. أزهاره صغيرة تشبه البازلاء وأوراقه بسيطة غير مألوفة في أنواع البقول. يمتلك قرون ملتوية زغباء ومن هنا أتى اسمها الشائع «نبات اليسروع الشائك». عُثر على مستخرجات من تضاد بيوكيميائي التي يمكن أن يكون لها تأثير على الميكروبات من جنس مغزلاوية بسبب التركيز العالي من داحرات النبات (phytoalexins) في أنسجة النباتات.
هذا النبات يستخدم بشكل رئيسي لكسوة أرضية الحدائق. يمكن إضافة قرونها كثيفة الزغب إلى السلطات للفائدة، وتستخدم أوراقها كعشب لسلطة في بعض دول البحر الأبيض المتوسط.